# AES-2006

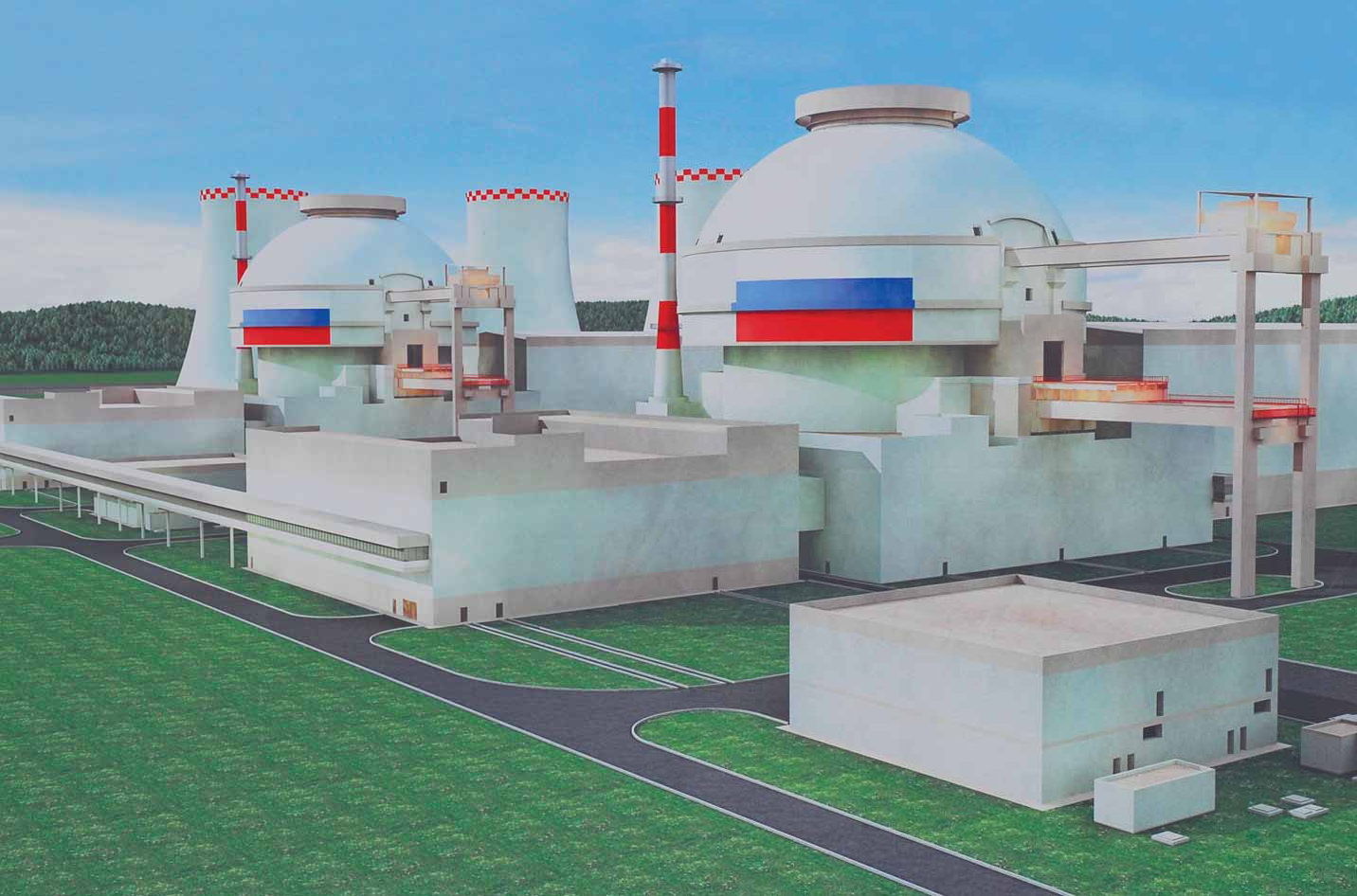
Bild des Kernkraftwerks Nowoworonesch II (Zwei AES-2006 als Version 392M)

Das AES-2006 (russisch АЭС-2006, englisch NPP-2006) ist ein russischer Kernkraftwerkstyp der Generation „III+“, der von AtomENERGOPROEKT St. Petersburg und AtomENERGOPROEKT Moskau entworfen wurde. Beteiligt waren auch OKB Gidropress und das Kurtschatow-Institut für den thermohydraulischen und reaktorphysikalischen Teil. Das Projekt basiert auf den älteren Typen AES-91 und AES-92. Ziel war eine verbesserte Sicherheit und Zuverlässigkeit mit optimierten Investitionen beim Kraftwerksbau.

## Technische Eigenschaften
Zu einigen Anlagen sind zusammen mit Unternehmen aus dem Westen Joint-Ventures geplant.
Im AES-2006 kommen die Reaktoren vom Typ WWER-1000/491 und WWER-1200/491 zum Einsatz. Zudem besitzt das AES-2006 ein Doppelcontainment.
Die thermische Leistung beträgt 3200 MW, die Wärmeübertragung erfolgt mittels Wasser-Borsäure-Gemisch unter einem Druck von 16,2 MPa. Vier horizontale Dampferzeuger erzeugen je (1602 + 112) t/h gesättigten Trockendampf mit einem Druck von 7 MPa. Die Turbine, Eingangsdruck 6,8 MPa, besteht aus einer Hochdruckturbine und einer 4-stufigen Niederdruckturbine. Die elektrische Leistung wird mit 1189,8 MW angegeben. Die Kapazität (Nutzungsgrad) beträgt 92 %. Das Intervall zwischen den „Tankvorgängen“ ist bis zu 2 Jahren. Die nicht zum Austausch vorgesehenen Komponenten haben eine erwartete Lebensdauer von mindestens 60 Jahren.

### Weitere Projektdetails
- Passive Sicherheitssysteme kombiniert mit konventionellen aktiven Systemen.
- Schutz vor Erdbeben, Hurrikanen, Tsunamis, Flugzeugabstürzen.
- Doppelte Reaktorhülle
- Kernfänger unterhalb des Reaktorbehälters
- Passive Wärmeabfuhr
- Erhöhte Lebensdauer von 60 Jahren, u. a. durch strengere Anforderungen an die chemische Zusammensetzung des Stahls zur Reduzierung von Versprödung durch kritische Temperaturen
- Vergrößerter Durchmesser des Reaktorbehälters und Anzahl der Messstellen zur Bestandsaufnahme der aktuellen und zu erwartenden Gehäuseeigenschaften[4]

## Weiterentwicklung des AES-2006
Das Projekt „WWER-TOI“ ist die nächste Entwicklungsstufe des AES-2006. Die Entwicklung der zukünftigen Kernenergie in Russland wird sich hauptsächlich auf die Entwicklung des „WWER-TOI“ stützen.
Als Materialbasis hält der AES-2006 her, da man sich auf die Erfahrungswerte der Industrie in Bezug auf frühere AKW-Projekte (Kernkraftwerk Nowoworonesch II) berufen kann. In diesem Projekt werden modernste Innovationen mit Druckwasserreaktorbauweise gepaart.

## Projektteilnehmer
- OKB Gidropress
- OKBM
- Kurtschatow-Institut
- Energoatom
- Atomstroiexport
- WNIIAES

## Standorte
In Russland wurde 2008 begonnen, erste Reaktoren vom Typ AES-2006 an den Standorten Nowoworonesch II und Leningrad II zu bauen. Weitere Reaktoren sollen an den Standorten Rostow, Sewersk, Twer, Kaliningrad (Neman) und Nischni Nowgorod folgen.
Ein Reaktor sollte in Finnland gebaut werden. Nach dem Russischen Überfall auf die Ukraine 2022 im Februar 2022 erklärte die finnische Ministerpräsidentin Sanna Marin, dass das Projekt nicht fortgesetzt würde.

### Fertiggestellt (teilweise Übereinstimmung mit NPP-92)
- Tianwan,  Volksrepublik China
- Kaliningrad,  Russland
- Kudankulam 1+2,  Indien
- Leningrad II,  Russland
- Nowoworonesch II,  Russland
- Belarusian,  Belarus

### Im Bau befindlich
- Kudankulam 3,  Indien

### Geplant
- Sewersk,  Russland
- Kursk II,  Russland
- Gorki,  Russland
- Akkuyu,  Türkei
- Ruppur,  Bangladesch
- El Dabaa 1 bis 4,  Ägypten
- Paks 5 und 6,  Ungarn
- Busher 2,  Iran

### Abgebrochen
- Kernkraftwerk Hanhikivi 1,  Finnland